# カール・グラッツ
カール・"チャーリー"・グラッツ（ドイツ語: Karl "Charlie" Gratz、1919年1月24日 - 2002年3月14日）は、オーストリア出身のドイツの軍人。最終階級は国防軍で空軍少尉、連邦軍で空軍中佐。第二次世界大戦では900回以上の飛行任務をこなし、138機の撃墜を記録したエース・パイロットとして知られる。その功績から騎士鉄十字章を受章した。

## 経歴
カール・グラッツは、1919年1月24日にオーストリア共和国のウィーナー・ノイシュタットで生まれた。1941年秋より、東部戦線に置かれていた第52戦闘航空団第8飛行中隊に配属され、翌年2月に初戦果を上げた。伍長に昇進した彼は、その年の夏までに54機の撃墜を記録し、その功績から7月1日に騎士鉄十字章を受章した。1942年の終わりまでにさらに29機の撃墜を記録している。1943年3月、グラッツはイギリス海峡の第2戦闘航空団「リヒトホーフェン」第II飛行隊に配属替えとなり、西部戦線の最前線に赴くこととなった。彼は西部戦線で17機の撃墜を記録している。1944年3月に第52戦闘航空団へ再配属されたが、その月にドイツ空軍64人目となる100機撃墜を達成した。1945年1月に第52戦闘航空団第10飛行中隊中隊長に就任。終戦間際には数週間で18機を撃墜するなど、とりわけ戦果を上げている。アメリカ軍に降伏したものの、彼はソ連軍に引き渡されたため、1949年までソ連によって収容されることとなった。
グラッツは大戦を通じて900回以上の任務に就き、138機を撃墜した。そのうち17機は西部戦線で撃墜したが、その中の3機はアメリカ陸軍航空隊所属の四発重爆撃機である。
戦後、グラッツは新たに編成されたドイツ連邦軍に入隊した。彼は、ヴァルター・クルピンスキー指揮下の第33戦闘爆撃航空団でリパブリック F-84F サンダーストリークのパイロットを務めた。1959年5月25日から8月31日までの約3か月間、第33戦闘爆撃航空団は実弾射撃と爆撃演習のため、トルコのバンドゥルマ基地に拠点を移した。この演習中、彼は僚機のディートリヒ・シュルツ＝ゼンプテンによる誤射で撃墜されかけている。シュルツ＝ゼンプテンは、攻撃演習中に誤って搭載していたロケット弾を全弾発射してしまった。着陸後、グラッツは彼に対し、「シュルツ＝ゼンプテン、君は気が狂ったに違いない！私が言わなければならないことは一つ、君はバカだ。仮に君が私を撃ったとしても、私は君を打ち負かして撃墜するだろうね。」と述べたとされている。

## 叙勲
- 鉄十字章
  - 二級鉄十字勲章1939年章
  - 一級鉄十字勲章1939年章
- 空軍名誉杯（1942年6月8日）[5]
- ドイツ十字章
  - ドイツ十字章金章（1943年6月8日、第52戦闘航空団第8飛行中隊の軍曹として）[6][注釈 2]
- 騎士鉄十字章
  - 騎士鉄十字章（1942年7月1日、第52戦闘航空団第8飛行中隊の伍長として）[7][8]